# Pancrace Bessa
Pancrace Bessa, né à Paris le 1er janvier 1772 et mort à Écouen le 11 juin 1846, est un peintre et graveur français du début du XIXe siècle.

## Biographie
Élève de Pierre-Joseph Redouté et de Gérard van Spaendonck, il se spécialisa dans l'art de représenter les fleurs, fruits, oiseaux. De 1806 à 1831, il exposa régulièrement au Salon de Paris. En 1810, il publia son premier numéro de lHerbier général de l'amateur, dont il fut l'unique illustrateur jusqu'en 1827. La duchesse de Berry, à qui il donna des leçons d'aquarelle, le prit sous sa protection à partir de 1816. Il collabora avec Redouté et Adèle Richer à l'illustration de lHistoire des arbres forestiers d'Amérique septentrionnale, de Michaux. Il publia en 1821 une Histoire des Tulipes puis, plus tard, une Histoire des Roses. En 1823, il succéda à Henri-Joseph Redouté dans la fonction de peintre du Muséum d'histoire naturelle.
Il habita à Écouen jusqu'à sa mort, en 1846.
Il fait partie de ces quelques rares peintres qui s'installèrent à Écouen, bien avant la naissance de la colonie d'artistes fondée par Pierre-Édouard Frère à partir des années 1860. Il est enterré au cimetière d'Écouen.
L'Herbier général de l'amateur commencé par Jean-Claude-Michel Mordant de Launay et poursuivi par Jean-Louis-Auguste Loiseleur-Deslongchamps ed. 1824 a été numérisé par Google en juin 2008 à partir de l'exemplaire de Université Harvard. On peut y voir les gravures de Pancrace Bessa.